# Pomnik św. Michała Archanioła w Białej Podlaskiej
Pomnik św. Michała Archanioła w Białej Podlaskiej został wykonany w 1968 roku wg projektu Zbigniewa Ulatowskiego. Znajduje się na tyłach plebanii, przy kościele św. Anny, na rogu ulic Zamkowej i Warszawskiej. Pomnik ustawiony został na placu przy kościele św. Anny w 1981 roku, gdyż ówczesne władze Białej Podlaskiej nie były zainteresowane ustawieniem figury na państwowym gruncie.
Pomnik przedstawia postać Archanioła Michała stojącego na smoku, z mieczem w prawej i wagą w lewej dłoni. Św. Michał jest patronem miasta i widnieje on w herbie Białej Podlaskiej, który nadał miastu Michał Kazimierz Radziwiłł.